# Ins BE
| BE ist das Kürzel für den Kanton Bern in der Schweiz. Es wird verwendet, um Verwechslungen mit anderen Einträgen des Namens Ins zu vermeiden. |

Ins, im berndeutschen Ortsdialekt Eiss [eisː], frz. Anet, ist eine Einwohnergemeinde im Schweizer Kanton Bern. Sie gehört zum Verwaltungskreis Seeland. Unter dem Namen existiert neben der Einwohnergemeinde auch eine evangelisch-reformierte Kirchgemeinde.

## Geographie
Ins liegt im Grossen Moos, einem fruchtbaren Gebiet mit fast schwarzen Böden im Berner Seeland. Die Nachbargemeinden von Norden beginnend im Uhrzeigersinn sind Vinelz, Lüscherz, Brüttelen, Müntschemier, Mont-Vully, Cudrefin, Gampelen, Tschugg und Erlach.

## Politik
Gemeindepräsident ist Kurt Stucki (SVP, Stand 2024).

## Wirtschaft
Obwohl Ins eine kleine Gemeinde ist, nimmt sie für die umliegenden Gemeinden, welche flächen- und bevölkerungsmässig noch kleiner sind, eine gewisse Zentrumsfunktion ein.

### Verkehr
In Ins befindet sich die Endstation der Biel-Täuffelen-Ins-Bahn (BTI), die seit 1999 zum Verkehrsbetrieb Aare Seeland mobil (ASm) gehört. Der Ort wird auch von den Zügen der normalspurigen Bahnstrecke Bern–Neuenburg der BLS und der normalspurigen Linie Freiburg im Üechtland–Murten–Ins der TPF bedient. Daneben verkehren Autobusse nach Erlach und Tschugg.

## Geschichte
Der Ortsname findet sich erstmals 1109 als [in villa nomine] Anestre bezeugt; 1171 erfolgt die Nennung als [Girardus d’] Anes. Die heutige Lautung Ins erscheint erstmals 1243. Die Bedeutung des romanischen Anes ist unklar; die von Johann Ulrich Hubschmied postulierte Herleitung aus gallisch *anās ‘bei den Sümpfen’ wird heute abgelehnt, da archäologische Untersuchungen gezeigt haben, dass das Seeland in keltischer Zeit trocken und fruchtbar war. Wulf Müller postulierte stattdessen einen alteuropäischen Gewässernamen *Enios, Maria Besse einen solchen namens *Anisa und Andres Kristol eine Lautung *Eniciu, *Enitiu. Schwierig zu erklären ist auch die Entwicklung vom romanischen Anes zum alemannischen Ins; sie ist laut Ortsnamenbuch des Kantons Bern «wohl im früheren Sprachmischungsgebiet» zu suchen. «Im einzelnen bleibt Ungeklärtes, doch ist an der These eines alten Doppelnamens Anes / Ins mit romanischer und alemannischer eigensprachlicher Entwicklung kaum zu zweifeln.» Die Entwicklung von Ins zu mundartlich Eiss ist hingegen dem Staubschen Gesetz geschuldet.
Die Gegend ist seit der Mittelsteinzeit besiedelt. Es wurde eine Dolchklinge aus der Bronzezeit gefunden. Auf dem Schaltenrain befinden sich die Grabhügel von Ins, keltische Gräber von Fürsten, die auf dem Areal der späteren Burg Fenis gelebt hatten. Sie werden der älteren Eisenzeit (Hallstattzeit) zugeordnet. Es führte eine römische Militärstrasse von der Broye nach Ins, diese verband Aventicum (Avenches) mit Petinesca, Augusta Raurica und Vindonissa. Die Brücke der Strasse über die Broye war 84 Meter lang und 7,6 Meter breit. Daneben wurden Reste von Siedlungen aus gallo-römischer Zeit in der Murstuden, den Sommerstauden und auf dem Brüehlzelgli gefunden. Als die Römer sich bald nach dem Jahr 400 zurückzogen, strömten von Westen die ostgermanischen Burgunder ins schweizerische Mittelland und von Norden her in weitaus grösserer Zahl die Alemannen. Dadurch wurde das Mittelland zweisprachig.
Der Legende nach soll im Jahre 851 Bischof David von Lausanne in Ins beim Blutstein an der Müntschemiergasse ermordet worden sein. Dieser markante rote Findling war aber sicher schon vorher rot, denn er wurde vom Rhonegletscher während der letzten Eiszeit hierher verfrachtet und stammt wahrscheinlich von den Aiguilles Rouges.
Das Gemeindegebiet von Ins gehörte zuerst zum Königreich Burgund und kam mit diesem später ins Deutsche Reich. Die erste schriftliche Erwähnung erfolgte im Jahre 1009. Auf dem Schaltenrain entstand am Westende die Hasenburg, welche der Stammsitz der Grafen von Fenis wurde. Aus diesem Geschlecht gingen auch die Grafen von Neuenburg und deren Zweige Neuenburg-Nidau, Neuenburg-Strassberg und Aarberg-Valangin hervor. Im Jahre 1375 wurde die Region savoyisch und ging 1407 an die Grafen von Chalon. Ebenfalls im Jahre 1375 wurden bei Ins die Gugler geschlagen.
Die Berner eroberten im Zusammenhang mit den Burgunderkriegen im Jahre 1474 die Herrschaft Erlach und setzten einen Landvogt ein. Damit wurde Ins ein Teil des Kantons Bern. Die Inser kauften sich im Jahr 1491 aus der Leibeigenschaft frei. Zu dieser Zeit wurde Ins zur Hochgerichtsstätte und hatte dadurch eine wichtige Bedeutung in der Landvogtei Erlach.
Die heutige Bedeutung als Agrardorf erhielt Ins im Zusammenhang mit der Juragewässerkorrektion, welche den Grundwasserspiegel im Grossen Moos absenkte und die Überschwemmungen eindämmte.

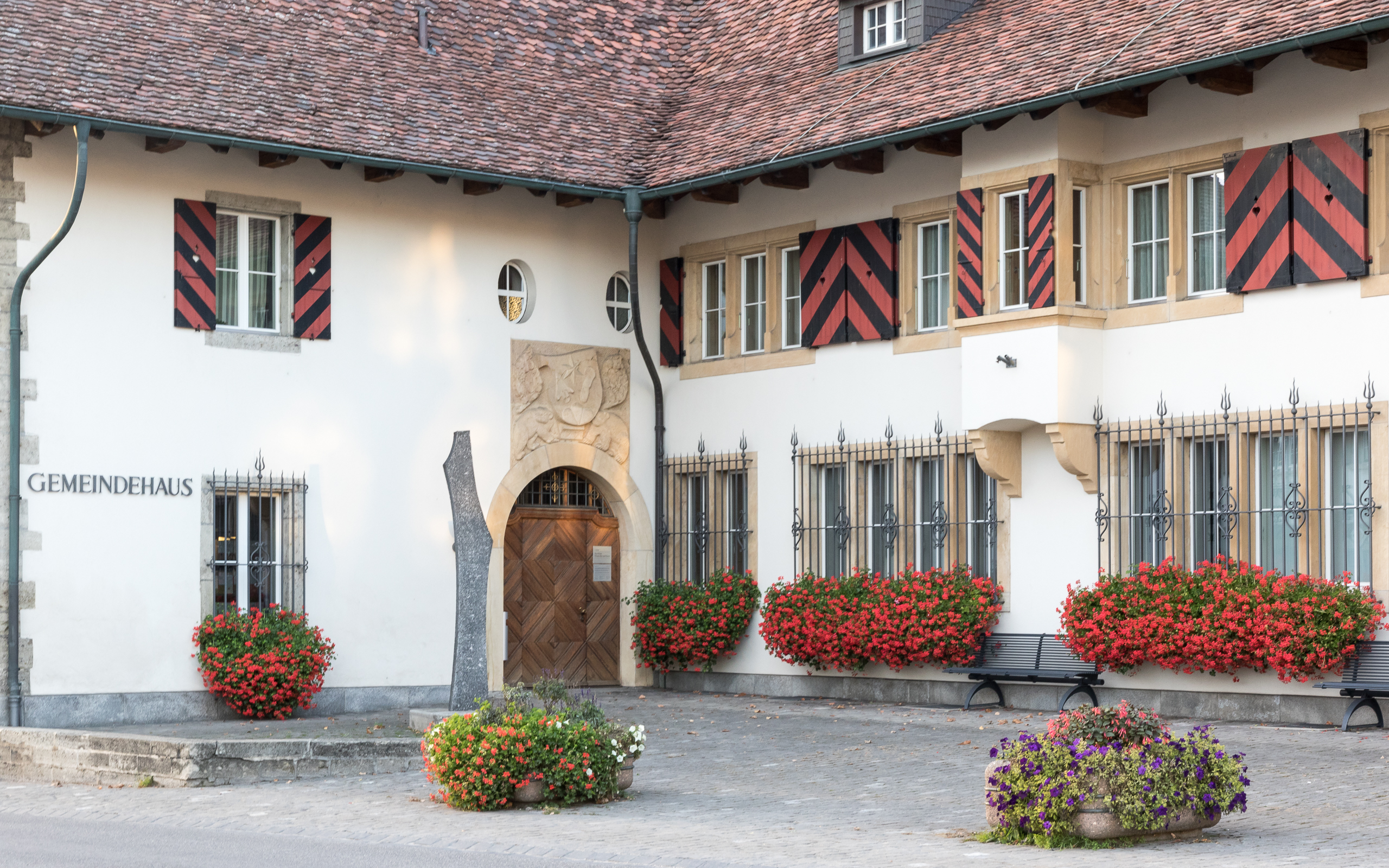
Gemeindehaus von Ins
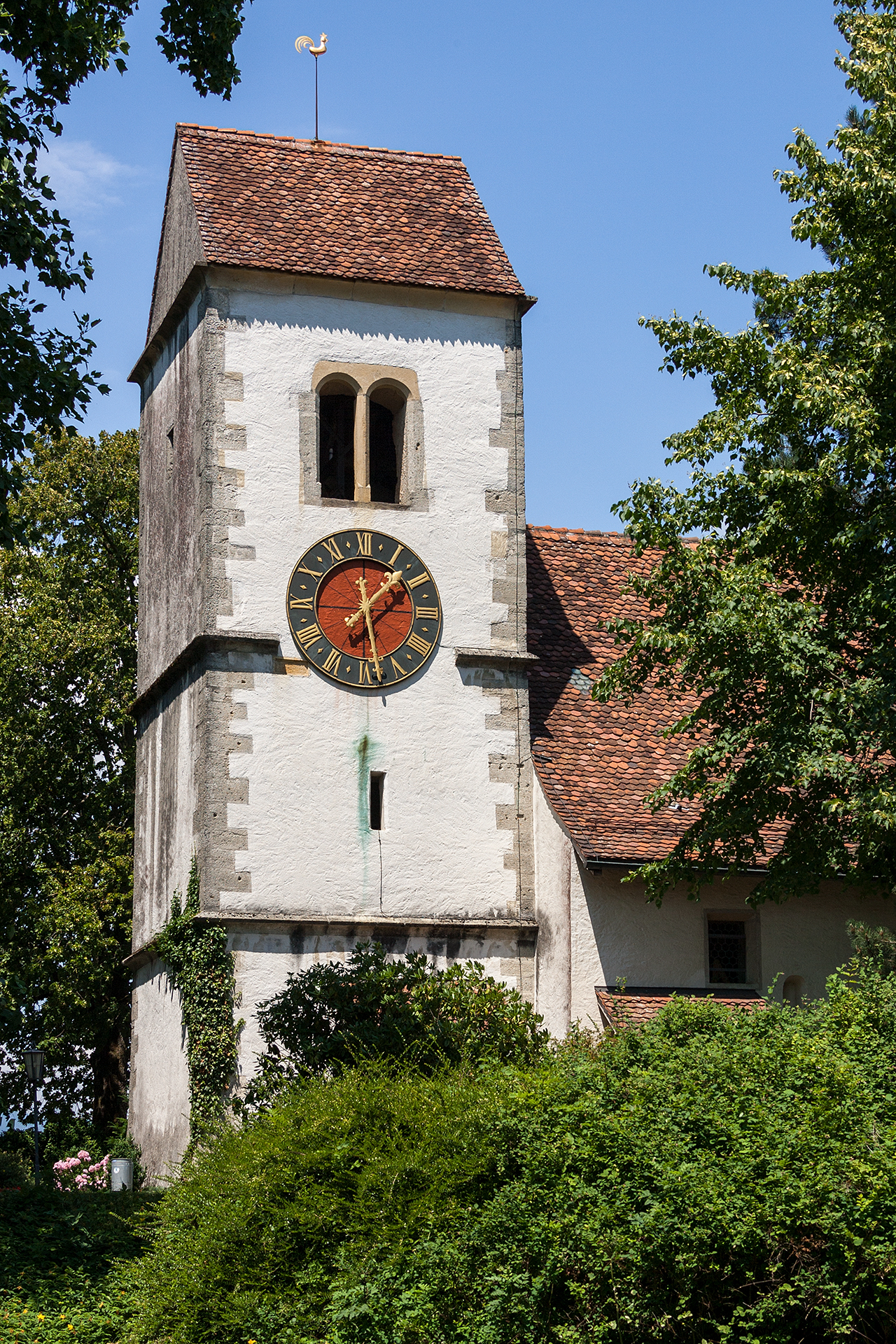
Reformierte Kirche Ins
Luftbild (1954)

## Sehenswürdigkeiten und Kultur
Im Südwesten der Gemeinde, wo der Broyekanal in den Neuenburgersee fliesst, befindet sich ein Vogelschutzreservat.
Albert-Anker-Haus: 

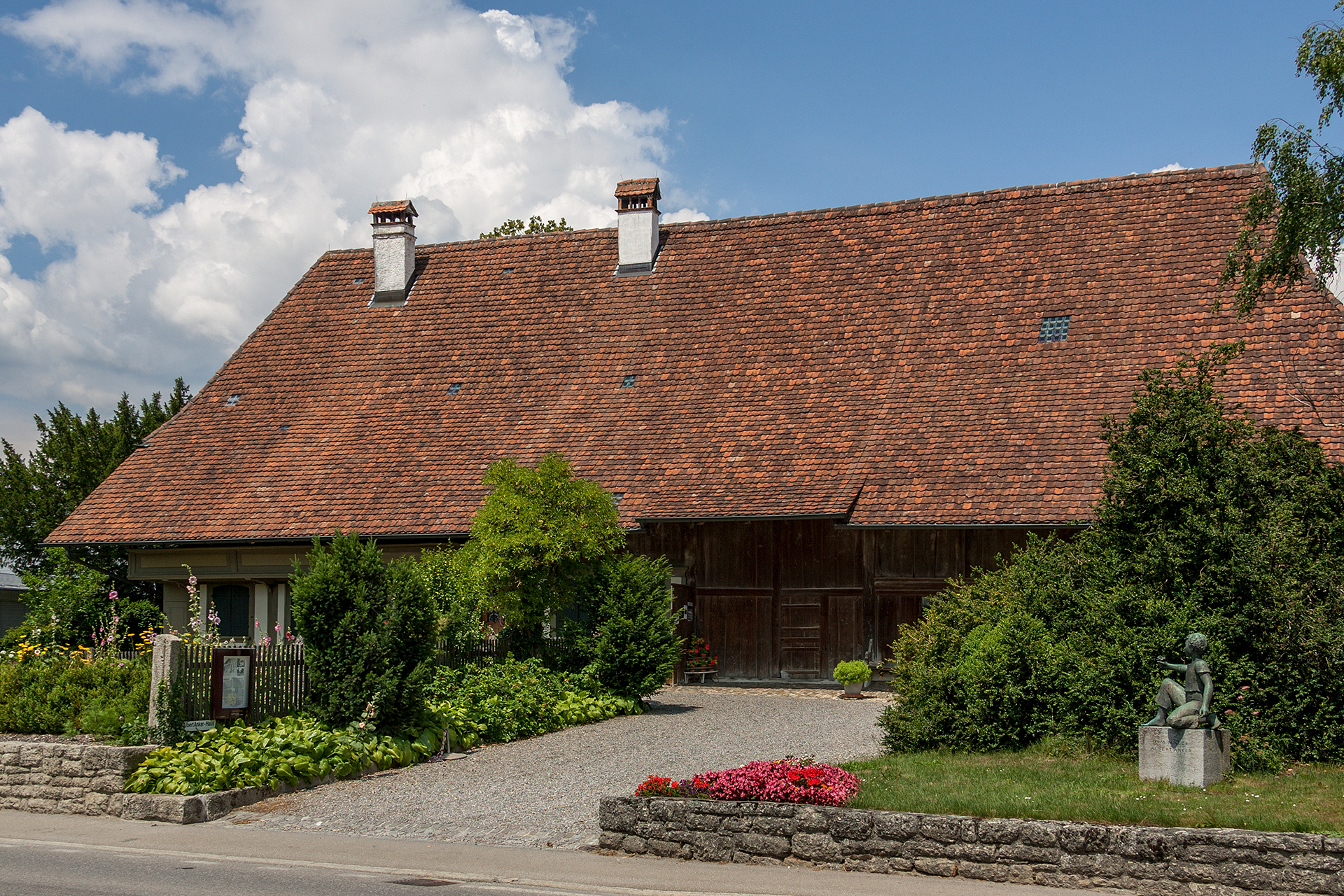
Albert-Anker-Haus

Ins ist der Geburts- und Arbeitsort des Malers Albert Anker. Heute ist in seinem ehemaligen Wohnhaus das Centre Albert Anker untergebracht, das dem Leben und Werk Ankers gewidmet ist.
Ankers Haus wurde 1803 von seinem Grossvater errichtet, dem Tierarzt und Landwirt Rudolf Anker (1750–1817). Es gilt als erstes von Anfang an mit Ziegeln eingedecktes Holzhaus von Ins. Das Holz stammte von Cressier und die Ziegel aus Erlach/Gals. Im Jahre 1859 wurde ein Teil der Stallungen auf der Ostseite des Flurs durch zwei Stuben ersetzt. Dieser Umbau geschah im Auftrag von Samuel Anker (1790–1860), Vater des Malers und ebenfalls Tierarzt. Im darauffolgenden Jahr erbte Albert Anker das Haus. Er richtete sogleich im Strohbühnenbereich ein Atelier ein. Dieses Atelier wurde im Jahre 1890 erweitert und heizbar gemacht. Das Haus besteht aus einem Wohnteil, daran schliesst sich das Tenn mit Stallungen und Wagenremise an, und am anderen Ende schliesst ein Ofen und Waschhausteil an. Dieser Waschhausteil wurde 1975 zu einer Wohnung umgebaut.
Bibliothek: Im November 2007 wurde die Bibliothek als kombinierte Schul- und Gemeindebibliothek vom Schulgebäude der Primarschule ins «Alte Feuerwehrmagazin» an der Dorfstrasse verlegt und mit einem grösseren Angebot neu eröffnet. Das Gebäude stammt aus dem Jahr 1906 und wurde mit Geldern der Brockenstube Ins völlig renoviert. Die Bibliothek ist mit einem Bestand von 8'500 Medien und 34'000 Ausleihen im Jahr 2009 eine wichtige Institution in der Gemeinde.
Die Idee zum Drama Der Besuch der alten Dame kam dem Schriftsteller Friedrich Dürrenmatt bei einem Aufenthalt in Ins. In der Reihe «Theater am Tatort» wurde das Stück im Jahr 1986 hier auf einer Freilichtbühne aufgeführt.

## Sonstiges
Südwestlich von Ins steht seit 1891 die Strafanstalt Witzwil mit etwa 190 Plätzen.
Bis 2014 wurde das anthroposophisch ausgerichtete Jugendheim Schlössli in Ins betrieben. Es war 1953 von Müeti Ruth Seiler-Schwab (1918–2015) und Aetti Robert Seiler (1917–2001) gegründet worden.
In Ins gibt es zahlreiche Sportvereine, wie zum Beispiel den FC Ins oder den TC Ins.

## Film
- Müeti’s Kapital. Dokumentarfilm von Karoline Arn und Martina Rieder, Schweiz, 2006. 61 Min. Dialekt. Premiere am 10. Mai 2006 in Bern.

## Persönlichkeiten
- Albert Anker (1831–1910), Maler
- Otto Kellerhals (1870–1945), Direktor der Anstalten Witzwil
- Rudolf Kellerhals (1898–1960), Fürsprecher und Präsident der Rekurskommission
- Otto Kellerhals (1901–1990), Direktor der Schweizer Alkoholverwaltung
- Guido Frei (1921–2010), Journalist
- Pascale Küffer (* 1992), Fussballspielerin